# Johann Stobbe
Johann Hans Hermann Stobbe (Tiegenhof, 1861 – Lipsia, 1938) è stato un chimico tedesco.
Allievo di Johannes Wislicenus, fu docente all'università di Lipsia. Da lui prende nome la condensazione di Stobbe.